# Aleksiej Kamanin
Aleksiej Nikołajeiwcz Kamanin (ros. Алексей Николаевич Каманин) (ur. 6 czerwca 1978 roku w Odessie), urodzony na Ukrainie, rosyjski piłkarz ręczny, reprezentant Rosji. Gra na pozycji rozgrywającego. Obecnie występuje w rosyjskim Czechowskije Miedwiedi.

## Kluby
- Łucz Moskwa
- Moskiewska Akademia Sportowa
- CKS Moskwa
- Czechowskije Miedwiedi

## Sukcesy
- Mistrzostwo Rosji:
  -  2000, 2001, 2002, 2003, 2004, 2005, 2006, 2007, 2008, 2009, 2010
- Puchar Rosji:
  -  2009, 2010
- Puchar Zdobywców Pucharów:
  -  2006